# Sepsis stenocalyptrata
Sepsis stenocalyptrata är en tvåvingeart som beskrevs av Ozerov 2004. Sepsis stenocalyptrata ingår i släktet Sepsis och familjen svängflugor. Inga underarter finns listade i Catalogue of Life.